# Arielulus circumdatus
Arielulus circumdatus е вид прилеп от семейство Гладконоси прилепи (Vespertilionidae). Видът не е застрашен от изчезване.

## Разпространение
Разпространен е във Виетнам, Индия (Асам, Мегхалая и Сиким), Индонезия, Камбоджа, Китай, Малайзия, Мианмар, Непал и Тайланд.

## Описание
Теглото им е около 10,4 g.